# Los Amarillos, Veracruz
Los Amarillos är en ort i Mexiko.   Den ligger i kommunen Uxpanapa och delstaten Veracruz, i den sydöstra delen av landet, 600 km öster om huvudstaden Mexico City. Los Amarillos ligger 63 meter över havet och antalet invånare är 241.
Terrängen runt Los Amarillos är varierad. Runt Los Amarillos är det mycket glesbefolkat, med 5 invånare per kvadratkilometer. Närmaste större samhälle är San Francisco la Paz, 11,0 km söder om Los Amarillos. I omgivningarna runt Los Amarillos växer i huvudsak städsegrön lövskog.